# Otto Jaekel
Otto Max Johannes Jaekel, född 21 februari 1863 i Neusalz an der Oder, Schlesien, död 6 mars 1929 i Peking, var en tysk paleontolog.
Jaekel blev 1906 professor i geologi och paleontologi vid universitetet i Greifswald.  Han publicerade ett stort antal arbeten rörande särskilt tagghudingars och lägre ryggradsdjurs paleontologi. Under senare tid studerade han även asiatisk konst och höll 1921 föredrag i Stockholm om den kinesiska konsten. Efter pensioneringen från professuren i Greifswald 1928 erhöll han ett läraruppdrag på Sun Yat-sen University i Guangzhou, Kina, men avled kort därefter till följd av sjukdom på tyska sjukhuset i Peking.